# Under a Mediterranean sky
Under a Mediterranean sky is een studioalbum van Steve Hackett. 
Hackett was op tournee door Noord-Amerika toen de coronapandemie uitbrak. Hij moest op stel en sprong terug naar het Verenigd Koninkrijk, maar moest een deel van zijn instrumentarium achterlaten. Bij gebrek aan zijn elektrische gitaar en optredens was er tijd om zich (weer) te verdiepen in de akoestische gitaar. Tevens konden hij en zijn vaste toetsenist en producer Roger King de digitale orkestgeluiden opwaarderen. Hackett liet zich bij dit album inspireren door de (concert-)reizen die hij en zijn vrouw Jo ondernamen naar gebieden rondom de Middellandse Zee. 
Overige bandleden namen onder de naam The Backstage het album Isolation op.

## Musici
- Steve Hackett – akoestische gitaar, steel guitar, 12 snarige gitaar, charango en Iraakse oud
- Roger King – toetsinstrumenten, programmeerwerk en orkestklanken
- John Hackett - dwarsfluit op Casa del Fauno
- Malik Masurov – tar op Sirocco en The dervish and the djin
- Arsen Petrosyan – doedoek op The dervish and the djin
- Christine Townsend – viool, altviool op The memory of myth en Andalusian heart
- Rob Townsend – dwarsfluit op Casa del Fauno; sopraansaxofoon op The dervish and the djin
- Franck Avril – hobo op Andalusian heart

## Muziek
| Nr. | Titel                                                   | Duur |
| --- | ------------------------------------------------------- | ---- |
| 1.  | Mdina (The walled city) (S. Hackett, King)              | 8:45 |
| 2.  | Adriatic blue (S. Hackett)                              | 4:51 |
| 3.  | Sirocco (S. Hackett, Jo Hackett, King)                  | 5:13 |
| 4.  | Joie de vivre (S. Hackett, Jo Hackett)                  | 3:42 |
| 5.  | The memory of myth (S. Hackett, Jo Hackett, King)       | 3:29 |
| 6.  | Scarlatti sonata (Domenico Scarlatti)                   | 3:40 |
| 7.  | Casa del Fauno, King (S. Hackett)                       | 3:51 |
| 8.  | The dervish and the djin (S. Hackett, Jo Hackett, King) | 4:57 |
| 9.  | Lorato (S. Hackett)                                     | 2:29 |
| 10. | Andalusian heart (S. Hackett, Jo Hackett, King)         | 5:34 |
| 11. | The call of the sea (S. Hackett)                        | 4:44 |

Het album haalde noteringen in Zwitserland, Duitsland, Waals België en Engeland, al zij het in alle vier de landen voor slechts één week.